# Grand Prix Betekom
Le Grand Prix Betekom, appelé aussi Circuit du Hageland-Campine Sud, est une course cycliste belge, disputée de 1955 à 1997 à Betekom, section de la commune de Begijnendijk située en Région flamande dans la province du Brabant flamand.

## Palmarès
| Année | Vainqueur               | Deuxième            | Troisième             |
| ----- | ----------------------- | ------------------- | --------------------- |
| 1955  | André Vlayen            |                     |                       |
| 1956  | Pierre Machiels         |                     |                       |
| 1962  | Joseph Vloeberghs       | Joseph Wouters      | Jozef Verachtert      |
| 1963  | Marcel Vanden Bogaert   | Richard Everaerts   | Rik Luyten            |
| 1964  | Frans Brands            | Frans Verbeeck      | Joseph Bosmans        |
| 1965  | Jan Nolmans             | Julien Van De Laer  | Fernand Deferm        |
| 1966  | Roger Cooreman          | Jan Lauwers         | Marcel Vanden Bogaert |
| 1967  | Julien Stevens          | Alfons De Bal       | Roger Blockx          |
| 1968  | Noël De Pauw            | Jos Van Mechelen    | Willy Vekemans        |
| 1969  | Julien Stevens          | Romain Pauwels      | Alfons Cools          |
| 1970  | Julien Stevens          | Georges Claes       | Leopold Van den Neste |
| 1971  | Joseph Deschoenmaecker  | Tony Gakens         | Victor Van Schil      |
| 1972  | Georges Pintens         | Eddy Reyniers       | Richard Bukacki       |
| 1973  | Adolf Huysmans          | Yvan Benaets        | Antoon Houbrechts     |
| 1974  | Herman Vanspringel      | Frans Verhaegen     | Pol Lannoo            |
| 1975  | Guido Van Sweevelt      | Roger Loysch        | Louis Verreydt        |
| 1976  | Jean-Pierre Sterckx     | Freddy Maertens     | Eric Leman            |
| 1977  | Jos Gysemans            | Ludo Van Der Linden | Frans Verbeeck        |
| 1978  | Jos Jacobs              | Willy Govaerts      | Guido Van Sweevelt    |
| 1979  | Herman Vanspringel      | Johan van der Meer  | René Martens          |
| 1980  | Willy Teirlinck         | Frank Hoste         | Eddy Verstraeten      |
| 1981  | Eddy Verstraeten        | Ludo Schurgers      | Willem Peeters        |
| 1982  | Johnny De Nul           | William Tackaert    | Gérard Blockx         |
| 1983  | Jan Bogaert             | Herman Crabbe       | Hendrik Caethoven     |
| 1984  | Dirk Heirweg            | Gino Ligneel        | Alain Van Hoornweder  |
| 1985  | Alain De Roo            | Rudy Patry          | Luc Govaerts          |
| 1986  | Dirk Heirweg            | Luc Wallays         | Roger Ilegems         |
| 1987  | Benjamin Van Itterbeeck | Kim Eriksen         | Frank Pirard          |
| 1988  | Roger Ilegems           | Gino De Backer      | Jan Goessens          |
| 1989  | Herman Frison           | Jos Lammertink      | Koen Vekemans         |
| 1990  | Marc Verbeeck           | Thomas Dürst        | Steve Jones           |
| 1991  | Michel Cornelisse       | Johan Remels        | Konstantin Khrabtsov  |
| 1992  | Michel Cornelisse       | Menno Vink          | Danny Neskens         |
| 1997  | Geert Verdeyen          | Danny Dierckx       | Raf Vanhove           |